# 캘리포니아 커뮤니티 칼리지 시스템

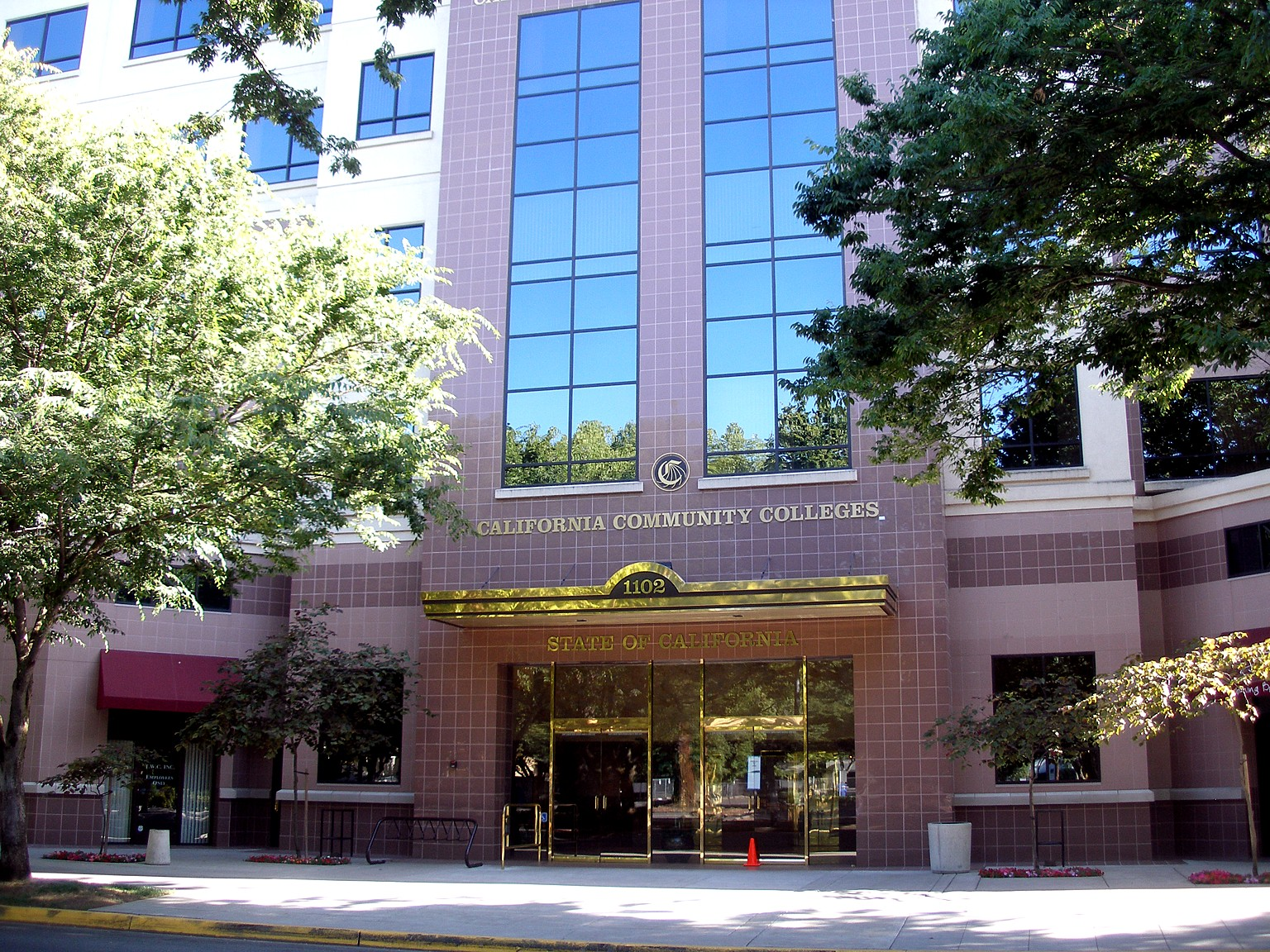

캘리포니아 커뮤니티 칼리지 시스템(영어: California Community Colleges system, CCCS) 또는 캘리포니아 커뮤니티 칼리지(영어: California Community Colleges)는 미국 캘리포니아주의 '고등 교육 시스템'중 하나이다.

## 상세
복수의 이름에도 불구하고 이 시스템은 캘리포니아 법에서 일관되게 단일 엔티티로 언급된다. 이 시스템에는 캘리포니아 커뮤니티 칼리지 이사회와 73 커뮤니티 칼리지 지구가 포함되어있다. 이 학군은 현재 디 앤자 컬리지(De Anza College), 풋힐 컬리지(Foothill College) , 온라인 코스만 제공하는 2019년 가을에 개교한 캘브라이트 컬리지(Calbright College) 등을 포함하여 114개의 공인 대학을 운영하고 있다. 캘브라이트 컬리지는 인가된 대학이 아니므로 학위, 학점은 제공되지 않으며 따라서 편입 또한 불가능하다. 캘리포니아 커뮤니티 칼리지 시스템(California Community Colleges)은 미국에서 가장 큰 고등 교육 시스템으로 210만 명 이상의 학생들에게 서비스를 제공한다.
고등 교육을 위한 캘리포니아 마스터 플랜에 따라 캘리포니아 커뮤니티 칼리지는 캘리포니아 대학교 시스템과 캘리포니아 주립 대학교 시스템을 포함하는 3단계 공립 고등 교육 시스템의 일부이다. 다른 두 시스템과 마찬가지로 CCCS는 임원과 이사회가 이끌고 있다. 17명으로 구성된 이사회(BOG,Board of Governors)는 시스템에 대한 방향을 설정하고 캘리포니아 주지사가 임명한다. 이사회는 시스템의 최고 경영자인 교육감을 임명한다. 지역에서 선출된 이사회는 개별 대학 캠퍼스를 운영하는 회장들과 함께 학군 수준에서 일한다.
CCCS는 캘리포니아의 K-12 연구 및 교육 커뮤니티에 초 고성능 인터넷 기반 네트워킹을 제공하는 비영리 조직인 캘리포니아의 교육 네트워크 이니셔티브를위한 회사인 CENIC의 창립 및 창립 회원이다.

## 같이 보기
- 캘리포니아 커뮤니티 칼리지 등록 리스트(List of California Community Colleges by enrollment)